# یونگ سو کیون
یونگ سو کیون (انگلیسی: Jung Soo-keun؛ زادهٔ ۲۰ ژانویهٔ ۱۹۷۷) بازیکن بیس‌بال اهل کره جنوبی است.